# Leuglay
Leuglay est une commune française située dans le département de la Côte-d'Or, en région Bourgogne-Franche-Comté.

## Géographie

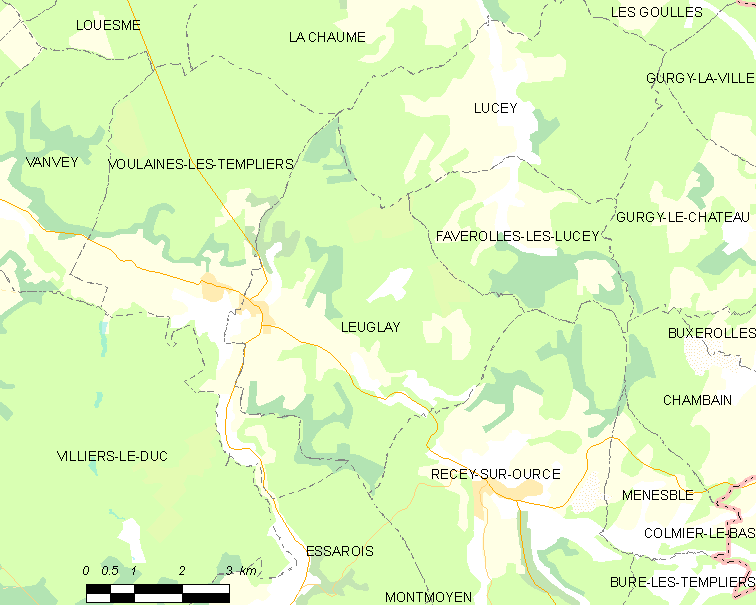

La superficie de Leuglay est de 24,50 km2 situés entre 260 et 417 mètres d'altitude.

### Accès
Leuglay se situe au croisement de la D 928 qui emprunte la vallée de l'Ource pour relier Châtillon-sur-Seine à Auberive puis Langres (D 428) en Haute-Marne et de la D 996 qui joint Bar-sur-Aube (D 396) dans l'Aube à Dijon en suivant la Digeanne.

### Hydrographie
La commune est traversée par l'Ource et la Digeanne.

### Espaces protégés
La commune compte plusieurs zones naturelles d'intérêt écologique, faunistique et floristique de type I autour du hameau de Valverset.
Elle a été le siège du Groupement d'intérêt public de préfiguration du parc national des Forêts de Champagne et Bourgogne créé en novembre 2019 sous la dénomination de parc national de forêts.

### Climat
Pour des articles plus généraux, voir Climat de la Bourgogne-Franche-Comté et Climat de la Côte-d'Or.
En 2010, le climat de la commune est de type climat des marges montargnardes, selon une étude du Centre national de la recherche scientifique s'appuyant sur une série de données couvrant la période 1971-2000. En 2020, Météo-France publie une typologie des climats de la France métropolitaine dans laquelle la commune est exposée à un climat océanique altéré et est dans la région climatique  Lorraine, plateau de Langres, Morvan, caractérisée par un hiver rude (1,5 °C), des vents modérés et des brouillards fréquents en automne et hiver. 
Pour la période 1971-2000, la température annuelle moyenne est de 10,4 °C, avec une amplitude thermique annuelle de 16,4 °C. Le cumul annuel moyen de précipitations est de 934 mm, avec 13,4 jours de précipitations en janvier et 9 jours en juillet. Pour la période 1991-2020, la température moyenne annuelle observée sur la station météorologique de Météo-France la plus proche, « Bure Les Templiers_sapc », sur la commune de Bure-les-Templiers à 11 km à vol d'oiseau, est de 10,7 °C et le cumul annuel moyen de précipitations est de 898,2 mm,. Pour l'avenir, les paramètres climatiques de la commune estimés pour 2050 selon différents scénarios d'émission de gaz à effet de serre sont consultables sur un site dédié publié par Météo-France en novembre 2022.

## Urbanisme

### Typologie
Au 1er janvier 2024, Leuglay est catégorisée commune rurale à habitat dispersé, selon la nouvelle grille communale de densité à 7 niveaux définie par l'Insee en 2022.
Elle est située hors unité urbaine. Par ailleurs la commune fait partie de l'aire d'attraction de Châtillon-sur-Seine, dont elle est une commune de la couronne,. Cette aire, qui regroupe 60 communes, est catégorisée dans les aires de moins de 50 000 habitants,.

### Occupation des sols
L'occupation des sols de la commune, telle qu'elle ressort de la base de données européenne d’occupation biophysique des sols Corine Land Cover (CLC), est marquée par l'importance des forêts et milieux semi-naturels (72,7 % en 2018), une proportion identique à celle de 1990 (72,7 %). La répartition détaillée en 2018 est la suivante : 
forêts (66,2 %), terres arables (18,9 %), milieux à végétation arbustive et/ou herbacée (6,5 %), prairies (3,6 %), zones agricoles hétérogènes (2,9 %), zones urbanisées (1,9 %). L'évolution de l’occupation des sols de la commune et de ses infrastructures peut être observée sur les différentes représentations cartographiques du territoire : la carte de Cassini (XVIIIe siècle), la carte d'état-major (1820-1866) et les cartes ou photos aériennes de l'IGN pour la période actuelle (1950 à aujourd'hui).

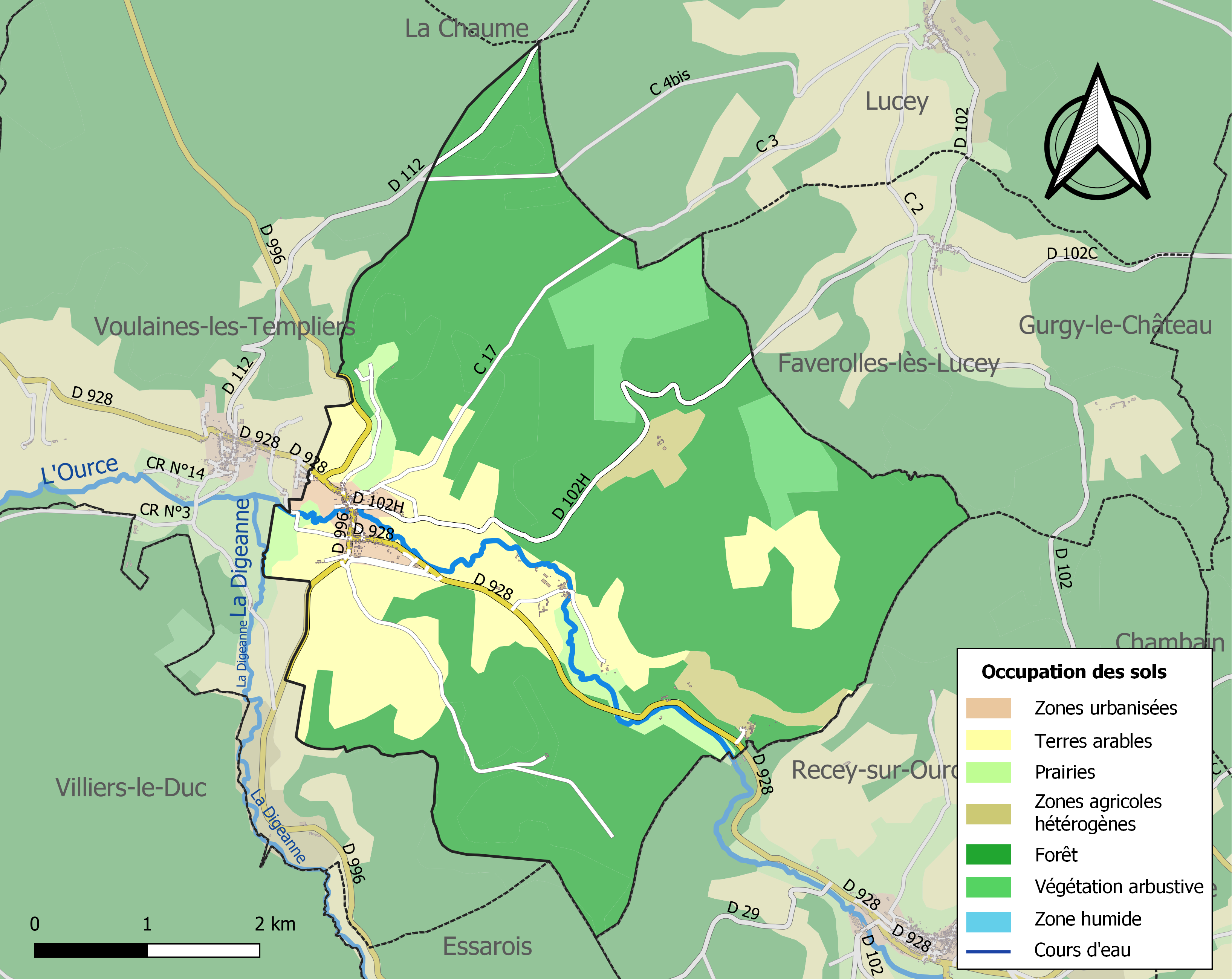
Carte des infrastructures et de l'occupation des sols de la commune en 2018 (CLC).

## Histoire

### Préhistoire et Antiquité
Plusieurs tumulus celtes ont été fouillés en forêt de Lugny fournissant une épée et un vase du premier âge du fer. Des vestiges de constructions gallo-romaines ont été relevées dans le village, près de la gare et de la Chartreuse et ont fourni des sculptures versées au Musée du pays châtillonnais.

### Moyen Âge
Une importante nécropole mérovingienne fouillée près de l'église et du cimetière, en haut du coteau, a fourni des sarcophages et une épée.
La paroisse est ensuite rattachée à la Champagne, baronnie de Gurgy-le-Château et au diocèse de Langres. En 1172, la chartreuse de Lugny est fondée par Gautier de Bourgogne, évêque de Langres, sur une terre de l'abbaye Saint-Étienne de Dijon.

### Époque moderne
Après la Révolution, l'abbaye est transformée en une faïencerie qui fonctionne jusqu'au milieu du XIXe siècle.

### Passé ferroviaire du village
|  |  |  |

De 1882 au 2 mars 1969, la commune  a été traversée par la ligne de chemin de fer de Troyes à Gray, qui, venant de la gare de Vanvay-Villers, commune aux villages de Vanvey et de Villiers-le-Duc, suivait le cours de l'Ource, passait au sud du village, s'arrêtait à la gare de Leuglay-Voulaines, et ensuite se dirigeait vers la gare  de Recey-sur-Ource.

Comme au moment de la création de la ligne, chaque village voulait sa gare, le Conseil général pour satisfaire tout le monde, plaçait la gare à l'extérieur entre les deux villages et la baptisait du nom des deux communes.

La gare était située à environ 500 m au sud du village. Actuellement, le bâtiment a été préservé et a été transformé en gîte rural.

L'horaire ci-dessus montre qu'en 1914, 4 trains s'arrêtaient chaque jour  à la gare de Leuglay-Voulaines  dans le sens Troyes-Gray et 4 autres dans l'autre sens.

A une époque où le chemin de fer était le moyen de déplacement le plus pratique, cette ligne connaissait un important trafic de passagers et de marchandises. 
	
À partir de 1950, avec l'amélioration des routes et le développement du transport automobile, le trafic ferroviaire a périclité et la ligne a été fermée le 2 mars 1969 au trafic voyageurs. La ligne, encore en place, est utilisée épisodiquement pour un service de maintenance.

## Politique et administration
Leuglay appartient :
- à l'arrondissement de Montbard,
- au canton de Châtillon-sur-Seine et
- à la communauté de communes du Pays Châtillonnais.

| Période                                  | Période   | Identité                | Étiquette | Qualité      |
| ---------------------------------------- | --------- | ----------------------- | --------- | ------------ |
| vers 1970                                |           | Jean Bordet             |           | Industriel   |
| 1992                                     | mars 2001 | Jean Naudet             |           | Pépiniériste |
| mars 2001                                | 2015      | François Maire Du Poset |           | Pépiniériste |
| 2015                                     | mai 2020  | Françoise Spillmann     |           |              |
| mai 2020                                 | en cours  | Frédéric Naudet         |           | Pépiniériste |
| Les données manquantes sont à compléter. |           |                         |           |              |

## Démographie
L'évolution du nombre d'habitants est connue à travers les recensements de la population effectués dans la commune depuis 1793. Pour les communes de moins de 10 000 habitants, une enquête de recensement portant sur toute la population est réalisée tous les cinq ans, les populations de référence des années intermédiaires étant quant à elles estimées par interpolation ou extrapolation. Pour la commune, le premier recensement exhaustif entrant dans le cadre du nouveau dispositif a été réalisé en 2004.

En 2022, la commune comptait 294 habitants, en évolution de −5,16 % par rapport à 2016 (Côte-d'Or : +0,82 %, France hors Mayotte : +2,11 %).
| 1793 | 1800 | 1806 | 1821 | 1831 | 1836 | 1841 | 1846 | 1851 |
| ---- | ---- | ---- | ---- | ---- | ---- | ---- | ---- | ---- |
| 425  | 451  | 436  | 462  | 512  | 609  | 610  | 621  | 660  |

| 1856 | 1861 | 1866 | 1872 | 1876 | 1881 | 1886 | 1891 | 1896 |
| ---- | ---- | ---- | ---- | ---- | ---- | ---- | ---- | ---- |
| 643  | 603  | 628  | 532  | 539  | 634  | 537  | 560  | 556  |

| 1901 | 1906 | 1911 | 1921 | 1926 | 1931 | 1936 | 1946 | 1954 |
| ---- | ---- | ---- | ---- | ---- | ---- | ---- | ---- | ---- |
| 544  | 548  | 554  | 506  | 533  | 544  | 525  | 484  | 486  |

| 1962 | 1968 | 1975 | 1982 | 1990 | 1999 | 2004 | 2006 | 2009 |
| ---- | ---- | ---- | ---- | ---- | ---- | ---- | ---- | ---- |
| 585  | 590  | 570  | 517  | 448  | 380  | 366  | 359  | 343  |

| 2014 | 2019 | 2022 | - | - | - | - | - | - |
| ---- | ---- | ---- | - | - | - | - | - | - |
| 317  | 299  | 294  | - | - | - | - | - | - |

## Économie et industrie
Leuglay compte deux entreprises historiques de la filière bois d'importance nationale :
- Bordet est une importante entreprise de transformation en charbon de bois implantée à Leuglay depuis 1860. Elle commercialise près de 20 000 tonnes par an dans la grande distribution[18] ;
- les pépinières Naudet fondées en 1876 sont un producteur majeur de plants forestiers[19].

## Culture locale et patrimoine

### Lieux et monuments
- Chartreuse de Lugny  Inscrit MH (1925, 1999) ainsi que sa corroirie[20].
- La chapelle de la corroirie de la Chartreuse[21] datée du XIIIe qui a appartenu d'abord aux Templiers[22].
- L'église Saint-Martin, rebâtie en 1554, qui renferme un Ecce Homo en bois du XVIe siècle classé monument historique et une châsse dite « des bons saints »[23].
- La combe Vauvarnier et le site de Valverset[24] classés sites d'importance communautaire Natura 2000 en 2012[25].
- La Maison de la forêt créée en 1993 est un lieu thématique d'éveil et de découverte, d'échange et d'information avec exposition sur le bois, la forêt et ses acteurs.
- Vestiges d’un château du XVIe siècle (chapelle), en agglomération chemin des Gros Champs[26].

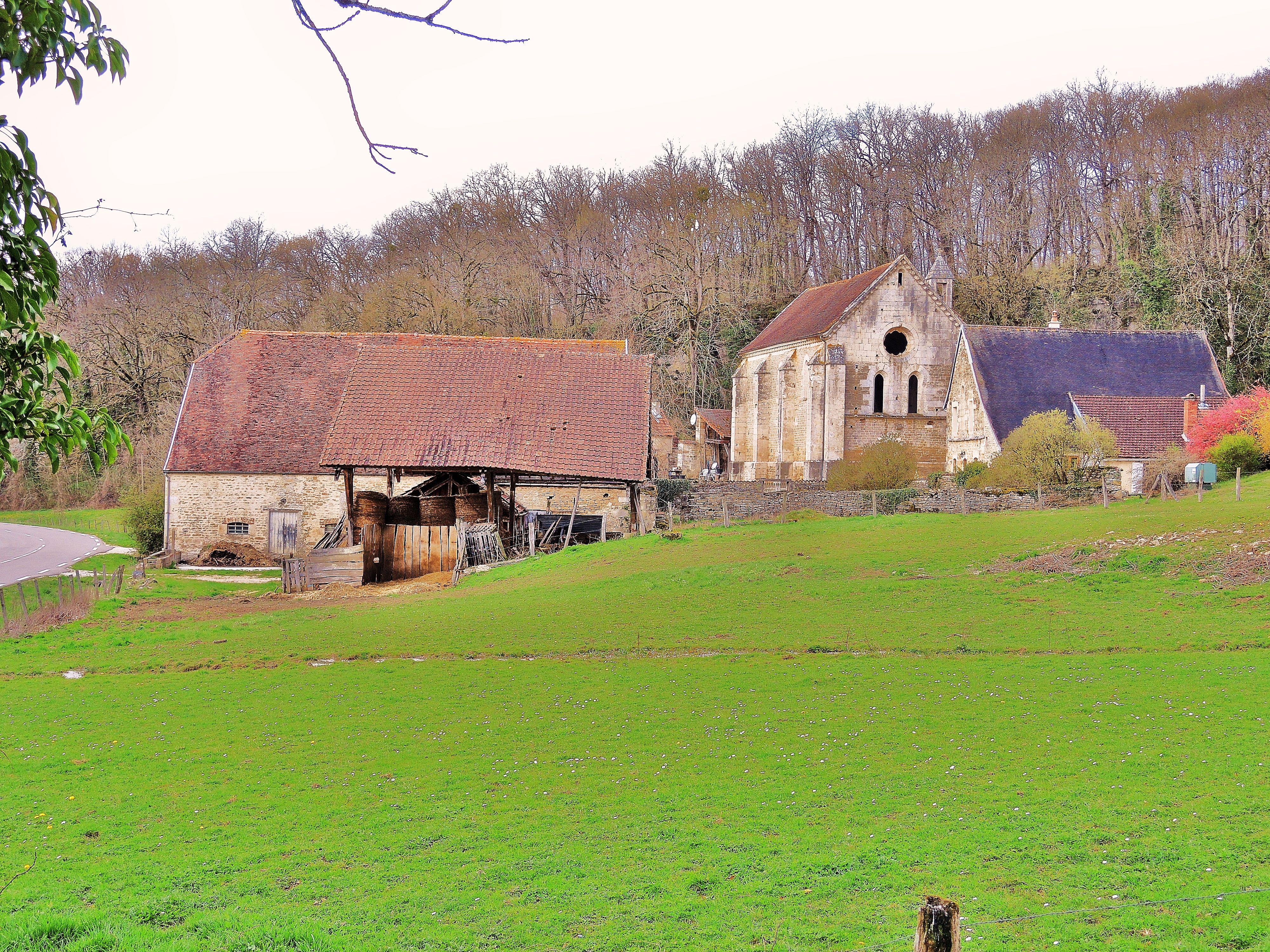
Hameau de Lugny.
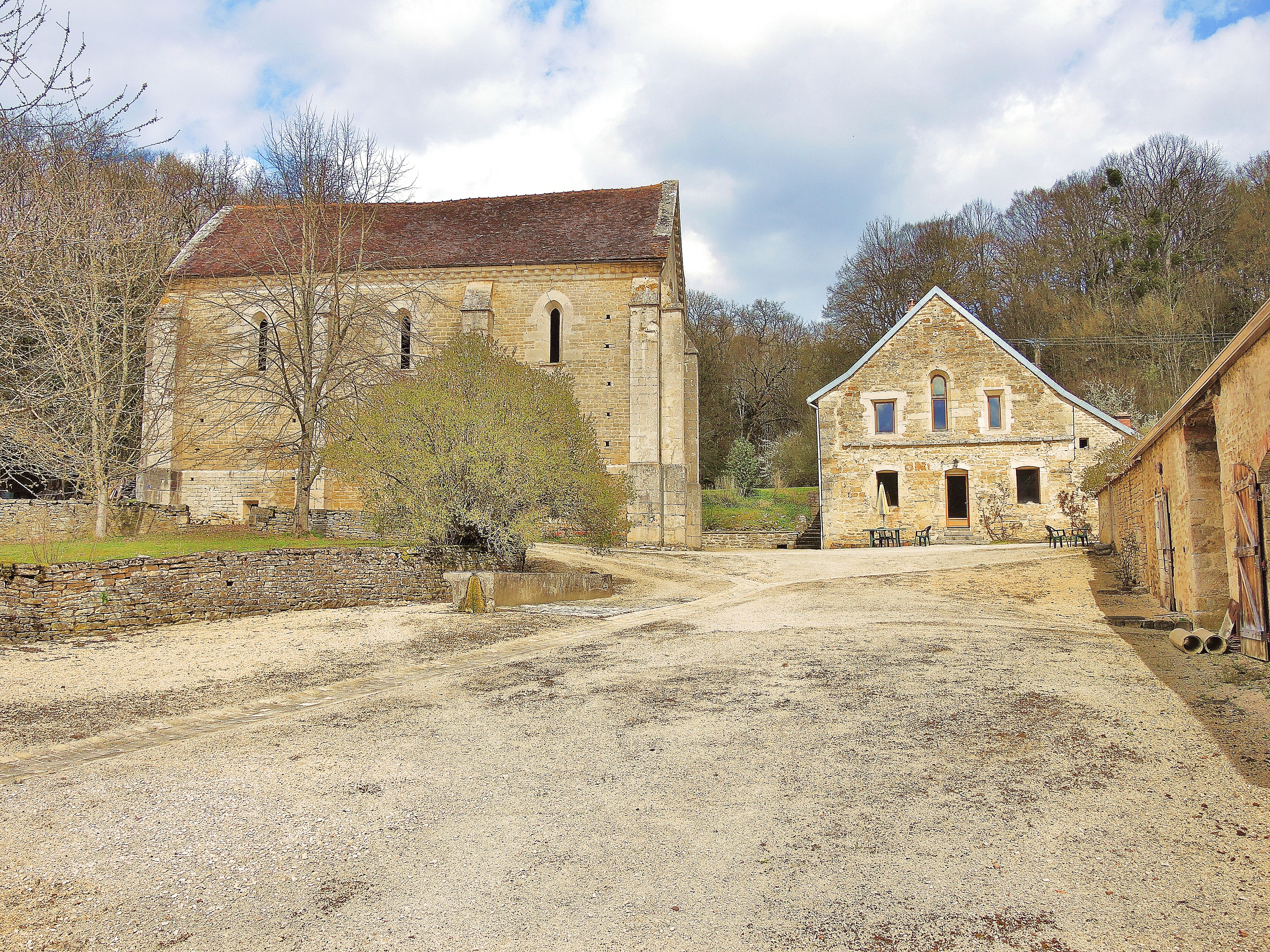
La chapelle de la Courroirie.
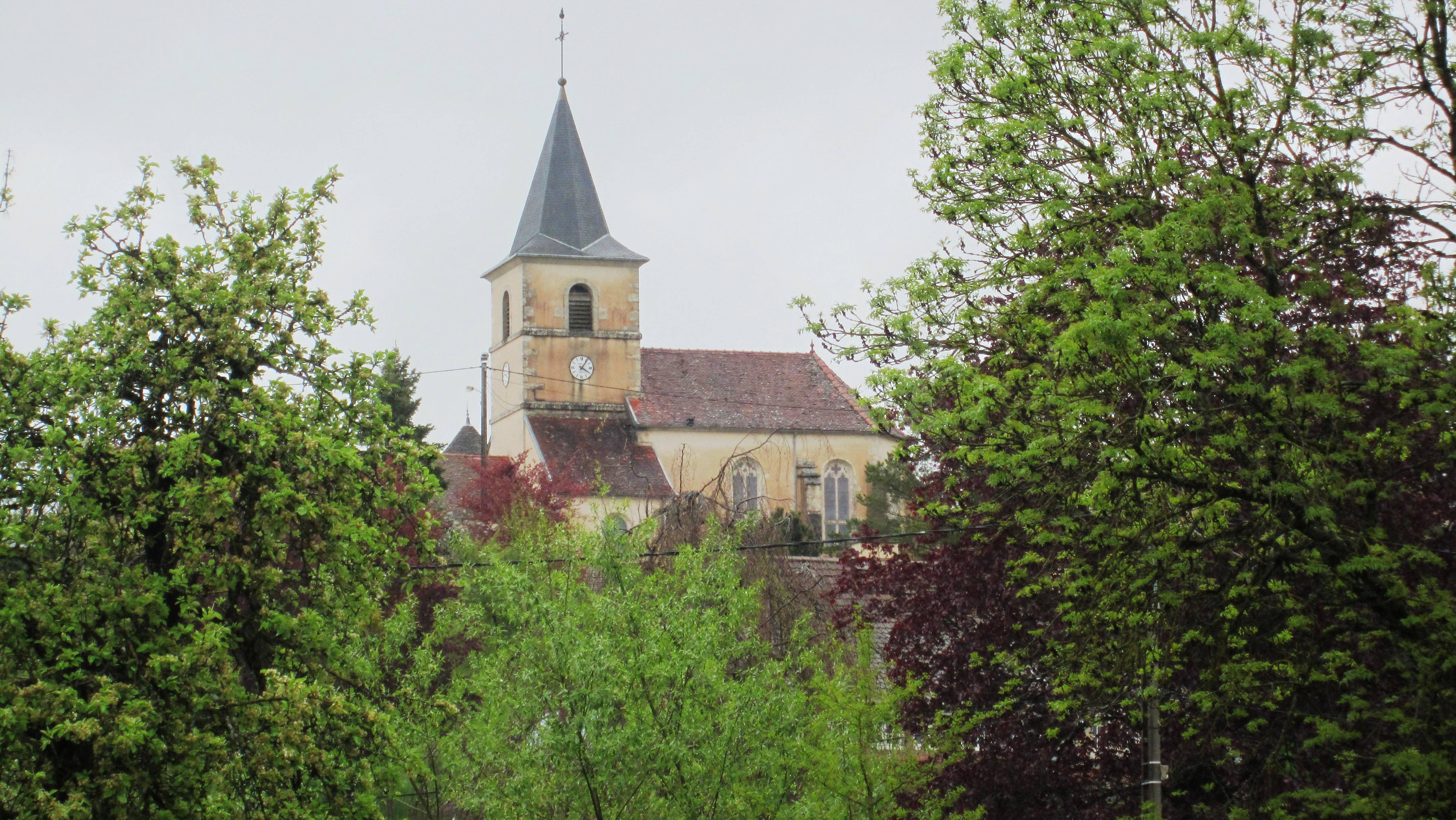
L'église Saint-Martin.
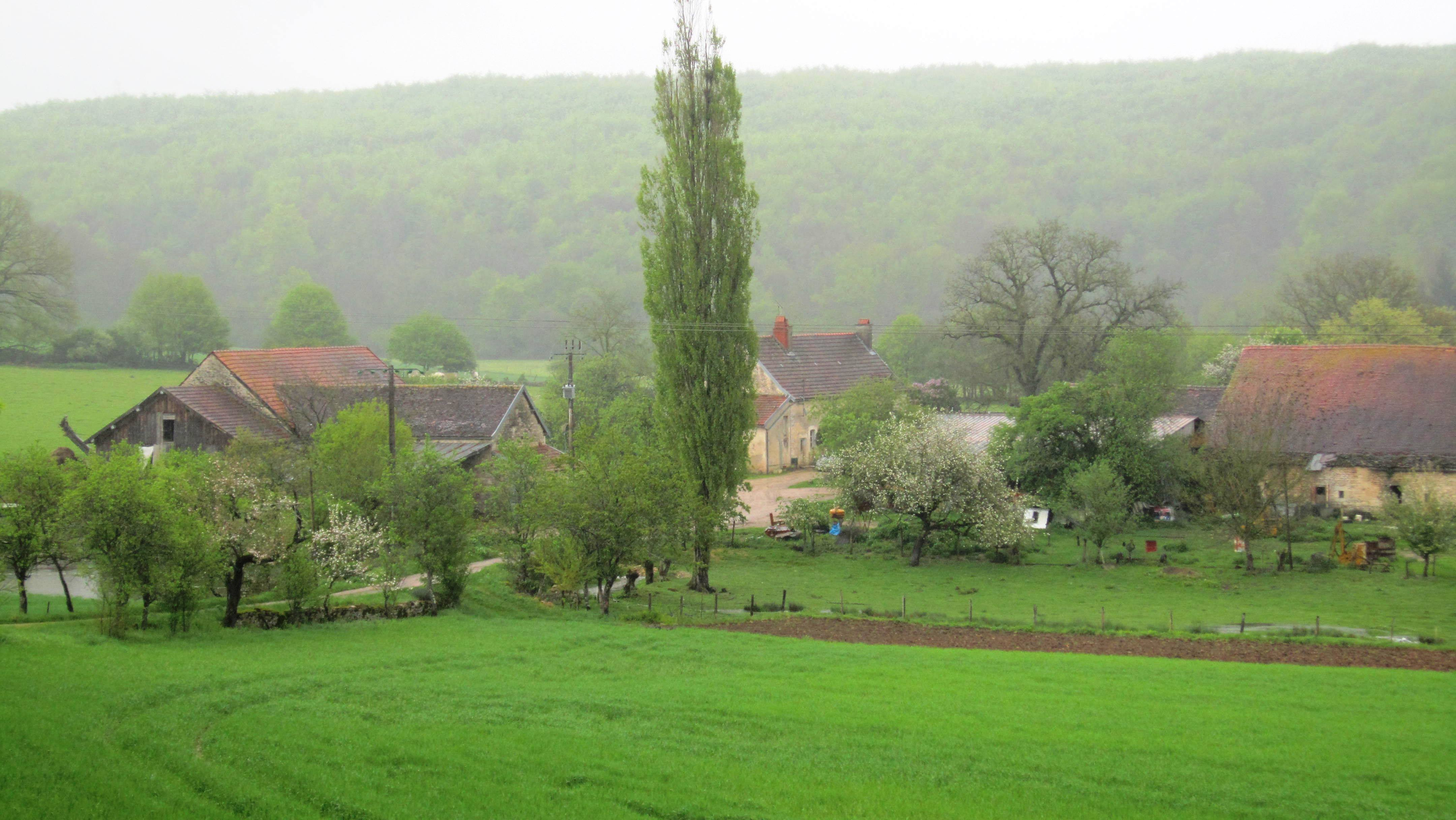
Hameau de Valverset.
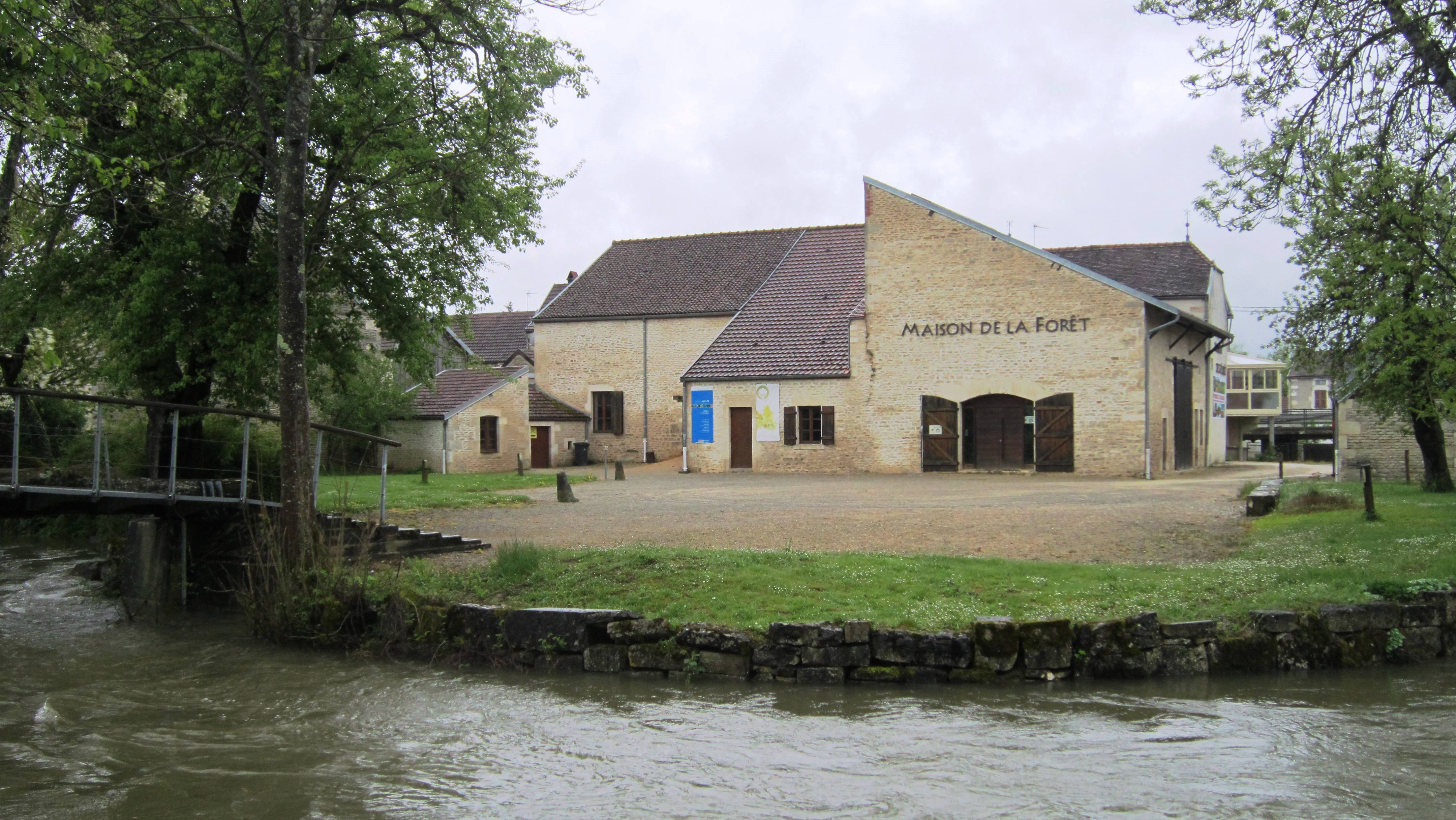
La maison de la forêt.

### Héraldique
| Blason de Leuglay | Blason  | Écartelé : au 1er et au 4e d'or au lion de gueules, au 2e d'azur à trois palmes d'or en barre, au 4e d'azur à la croix d'or cantonnée au I et au IV d'une étoile d'or et au II et au III d'une fleur de lys du même qui est Lugny. |
| Blason de Leuglay | Détails | Le statut officiel du blason reste à déterminer. |